# Apistogramma hongsloi
Espèce
Apistogramma hongsloi est un poisson d'eau douce de la famille des cichlidae. Il a été décrit par Kullander en 1979. Il s'agit d'une des 63 espèces du genre décrites scientifiquement. Cette espèce est endémique de l'Amérique du Sud dans le bassin de l'Amazone.

## Dimorphisme
Comme chez la plupart des espèces de cichlidae nain, un dimorphisme de taille et de coloration est nettement visible a l'âge adulte.